# United Buddy Bears
United Buddy Bears (Buddy-мечката) е двуметрова, индивидуално изрисувана мечешка скулптура.
С Buddy-мечките се адаптира една идея, която вече е успешно реализирана в други метрополии, като например Cow-Parade в Ню Йорк.
На много обществени места по улиците и площадите на Берлин през 2001 г. са поставени 350 мечки. Много от тези мечки са продадени на търгове в полза на организации за подпомагане на деца. Това трябвало да е еднократно действие. Но тъй като този символ бил приет много добре от берлинчани и туристите, Сенатът на Берлин удължава кампанията няколко пъти, и от 2010-те години тя работи без ограничения. Много от мечките вече не са в Берлин. Общо са произведени почти 2000 мечки (към май 2017 г.), като 1600 от тях – извън Берлин и Бранденбург.

## United Buddy Bearsна световно турне
През 2002 г. бе реализирана една последваща идея: бе създадено Общество на посланиците на United Buddy Bears за мирно съжителство и съседство.
Негови членове са около 140 скулптури на Buddy-мечки, чиято мисия е да пропагандират толерантност и разбирателство между народите, културите и религиите. Всяка от United Buddy Bears представлява една от признатите от Обединените нации страни и е била художествено оформена от художник от съответната страна.
Изложбите на „United Buddy Bears“ вече са представени на пет континента на 35 места с общо над 45 милиона посетители, включително: 
- 2002/2003: Берлин
- 2004: Кицбюел, Хонконг, Истанбул
- 2005: Токио, Сеул
- 2006: Сидни, Берлин[1], Виена[2]
- 2007: Кайро[3], Йерусалим[4]
- 2008: Варшава[5], Щутгарт, Пхенян
- 2009: Буенос Айрес, Монтевидео[6]
- 2009/2010: Берлин – Елементи на гарата
- 2010: Астана, Хелзинки
- 2011: София – Катедрала Света Неделя[7], Берлин, Куала Лумпур
- 2012: Ню Делхи, Санкт Петербург[8], Париж[9]
- 2013: Екатеринбург[10]
- 2014: Рио де Жанейро[11]
- 2015: Хавана, Сантяго де Чиле
- 2016: Пенанг[12]
- 2017/2018: Берлин[13]
- 2018: Рига
- 2019: Антигуа Гватемала, Гватемала (град)[14]
- 2020/2023: Берлин зоопарк[15]
- 2024: Любляна

По правило изложбите се откриват под патронажа на посланиците на UNICEF, Джеки Чан, Кристиане Хьорбигер, Кен Дан, Миа Фароу), както и на кметовете на съответните градове.
Под мотото: „Трябва да се опознаем по-добре, тогава ще можем да се разбираме по-добре, да си имаме по-голямо доверие и да живеем по-добре заедно“ (на английски: We have to get to know each other better, it makes us understand one another better, trust each other more, and live together more peacefully) инициаторите на проекта, Ева и Клаус Херлиц, се опитват да накарат хората да се замислят за мирното съжителство и съседство. По тази причина 140-те Buddy-мечки много символично са застанали ръка за ръка. Обикновено те са разположени в кръг от 180 м, наричан от организаторите The art of Tolerance (Изкуството за толерантност).

### Извънредното политическо измерение на експозициите
Символиката, че хората по целия свят трябва да бъдат „ръка за ръка“, както показват United Buddy Bears хванати в кръг, бе приветствана с радост в много градове по петте континента.
Големи държави, малки държави, бедни страни, богати страни – си подават равноправно ръка един на друг. По този начин понятията международно разбирателство и толерантност се изпълват с живот.
На всяка експозиция мечките стоят рамо до рамо според реда на азбуката на съответната страна, така че, от град на град – в зависимост от езика – се получава различна картина.
- 2005 – Експозиция в Сеул:

Много преди експозицията да дойде в Южна Корея, двама художници с разрешение на правителството им пътуваха от Северна Корея (през Пекин) до Германия, за да оформят една мечка за своята страна. По този начин бе възможно за първи път в Сеул, Южна и Северна Корея да застанат „ръка за ръка“ един до друг.
- 2007 – Експозиция в Ерусалим:

Всички страни в арабския свят бяха представени в кръга от 132 страни. Също така, Палестина и Ирак и Иран стояха равноправни – на едно и също ниво – заедно с всички други държави.
- 2008 – Експозиция в Пхенян:

Германското посолство в Северна Корея имаше идеята да проведе експозицията в центъра на Пхенян. Това беше първата изложба, която идваше от чужбина и в същото време първата, която бе свободно достъпна за всеки в Северна Корея.
- Бан Ки Мун: „Експозициите на United Buddy Bears показват творчеството на художници от различни страни, които също носят послание за хармонията и мира в света, които призовават хората за мирно съжителство, толерантност и взаимно разбирателство.“[19]

### United Buddy Bears подкрепят деца в нужда
Проявите около мечките и помощта за нуждаещите се деца са станали едно неразделно цяло. Чрез дарения и търгове на Buddy-мечки са събрани (до края на 2023 г.) над 2,5 милиона евро за УНИЦЕФ и различни локални организации за подпомагане на деца.